# SummerSlam 1989
SummerSlam 1989 was een professioneel worstel-pay-per-viewevenement dat georganiseerd werd door de World Wrestling Federation (WWF). Dit evenement was de 2de editie van SummerSlam en vond plaats in het Meadowlands Arena in East Rutherford (New Jersey) op 28 augustus 1989.

## Matchen
| Nr.                                                                          | Match | Winnaar(s)                              |
| ---------------------------------------------------------------------------- | --- | --------------------------------------- |
| -                                                                            | Koko B. Ware vs. Dino Bravo in een één-op-één match                                                                                                | Dino Bravo                              |
| 1                                                                            | The Hart Foundation vs. Brain Busters (met Bobby Heenan) in een tag team match                                                                     | Brain Busters                           |
| 2                                                                            | Dusty Rhodes vs. The Honky Tonk Man (met Jimmy Hart) in een één-op-één match                                                                       | Dusty Rhodes                            |
| 3                                                                            | The Red Rooster vs. Mr. Perfect in een één-op-één match                                                                                            | Mr. Perfect                             |
| 4                                                                            | Rick Martel & The Fabulous Rougeaus (met Jimmy Hart & Slick) vs. Tito Santana & The Rockers in een Six Man Tag team match                          | Rick Martel & The Fabulous Rougeaus     |
| 5                                                                            | Rick Rude (c) (met Bobby Heenan) vs. The Ultimate Warrior in een één-op-één match voor het WWF Intercontinental Championship                       | The Ultimate Warrior (nc)               |
| 6                                                                            | André the Giant & The Twin Towers (The Big Boss Man & Akeem) (met Bobby Heenan en Slick) vs. Jim Duggan & Demolition in een Six Man Tag team match | Jim Duggan & Demolition                 |
| 7                                                                            | Hercules vs. Greg Valentine (met Jimmy Hart) in een één-op-één match                                                                               | Hercules; diskwalificatie van Valentine |
| 8                                                                            | Ted DiBiase (met Virgil) vs. Jimmy Snuka in een één-op-één match                                                                                   | Ted DiBiase; count-out van Snuka        |
| 9                                                                            | Randy Savage & Zeus (met Sensational Sherri) vs. Hulk Hogan & Brutus Beefcake (met Miss Elizabeth) in een tag team match                           | Hulk Hogan & Brutus Beefcake            |
| (c) huidige kampioen voor en na de match \| (nc) nieuwe kampioen na de match | |                                         |